# Molen van Nieuwvliet
De molen van Nieuwvliet is een naamloze stenen grondzeiler die gebouwd is in 1850 door Charel Cappon en die zich bevindt aan de Molenweg in het dorp Nieuwvliet, in de Nederlandse provincie Zeeland.
Het is een beltmolen die tot 1954 als korenmolen in gebruik is geweest. In 1959 is de molen leeggehaald en is er tegenover een elektrisch aangedreven maalbedrijf begonnen dat echter in 1965 ophield te bestaan.
Van 1979-1980 werd de molen gerestaureerd en in 1980 werd hij opnieuw in gebruik genomen. Nu wordt het koren door vrijwillige molenaars gemalen. In augustus 2013 is de molen voorzien van nieuwe ijzeren roeden.
Sinds 1998 is de molen eigendom van de Stichting Molen Nieuwvliet.